# Don't Care
Don't Care er en EP af det amerikanske dødsmetal-band Obituary som blev udgivet i 1994 gennem Roadrunner Records. EP'ens to spor "Don't Care" og "Solid State" var begge inkluderet på det fjerde album World Demise. Der blev senere lavet en musikvideo til "Don't Care" som blev bandets første videohit.

## Spor
1. "Don't Care" – 03:12
2. "Solid State" – 04:39
3. "Killing Victims Found" – 05:05